# Ancyrona kosnovskorum
Ancyrona kosnovskorum là một loài bọ cánh cứng trong họ Trogossitidae. Loài này được Kolibac miêu tả khoa học năm 2005.